# Hwaseok Hill
Hwaseok Hill är en kulle i Antarktis. Den ligger i Sydshetlandsöarna. Argentina, Chile och Storbritannien gör anspråk på området.
Terrängen runt Hwaseok Hill är platt västerut, men åt nordost är den kuperad. Havet är nära Hwaseok Hill åt sydväst. Trakten är glest befolkad. Närmaste befolkade plats är Escudero Station, 11,6 kilometer väster om Hwaseok Hill. 